# El horrible secreto del doctor Hichcock
El horrible secreto del doctor Hichcock es una película italiana de terror, dirigida por Riccardo Freda con el seudónimo de "Robert Hampton" en el año 1963.

## Argumento
El doctor Hichcock tiene peculiares gustos que comparte con su mujer y su criada, en uno de estos juegos su mujer fallece y abandona la mansión en la que viven. Años más tarde regresa con su nueva esposa y esta empieza a ver en la casa lo que parecen ser fenómenos paranormales.